# Carlos Torrallardona
Carlos Torrallardona (2 de enero de 1913 - 2 de abril de 1986) fue un pintor argentino nacido en Pehuajó, provincia de Buenos Aires. 
Estudió en la Escuela Nacional de Bellas Artes. En 1942 viajó a París becado por la Comisión Nacional de Cultura y por el gobierno de Francia, donde vivió y realizó algunos trabajos.
Realizó murales en edificios públicos. Publicó el libro "20 dibujos" de su realización. La pintura del ambiente de los cafés, del tango, de la milonga, de las estaciones ferroviarias, configuran su temática predominante. Los cafés, en particular, atraen al artista con reiterada y obsesiva insistencia. Es el drama de la soledad, sentida en carne propia, que el artista ha traducido en sus cuadros, aprisionando en el lienzo la atmósfera densa y silenciosa de los cafés nocturnos, de los salones de billar, refugio de las horas sin contenido.
De origen catalán, como su esposa, la pintora Matilde Grant, Torrallardona se sintió identificado con el arte de esa tierra, como lo hizo saber en numerosas oportunidades. 

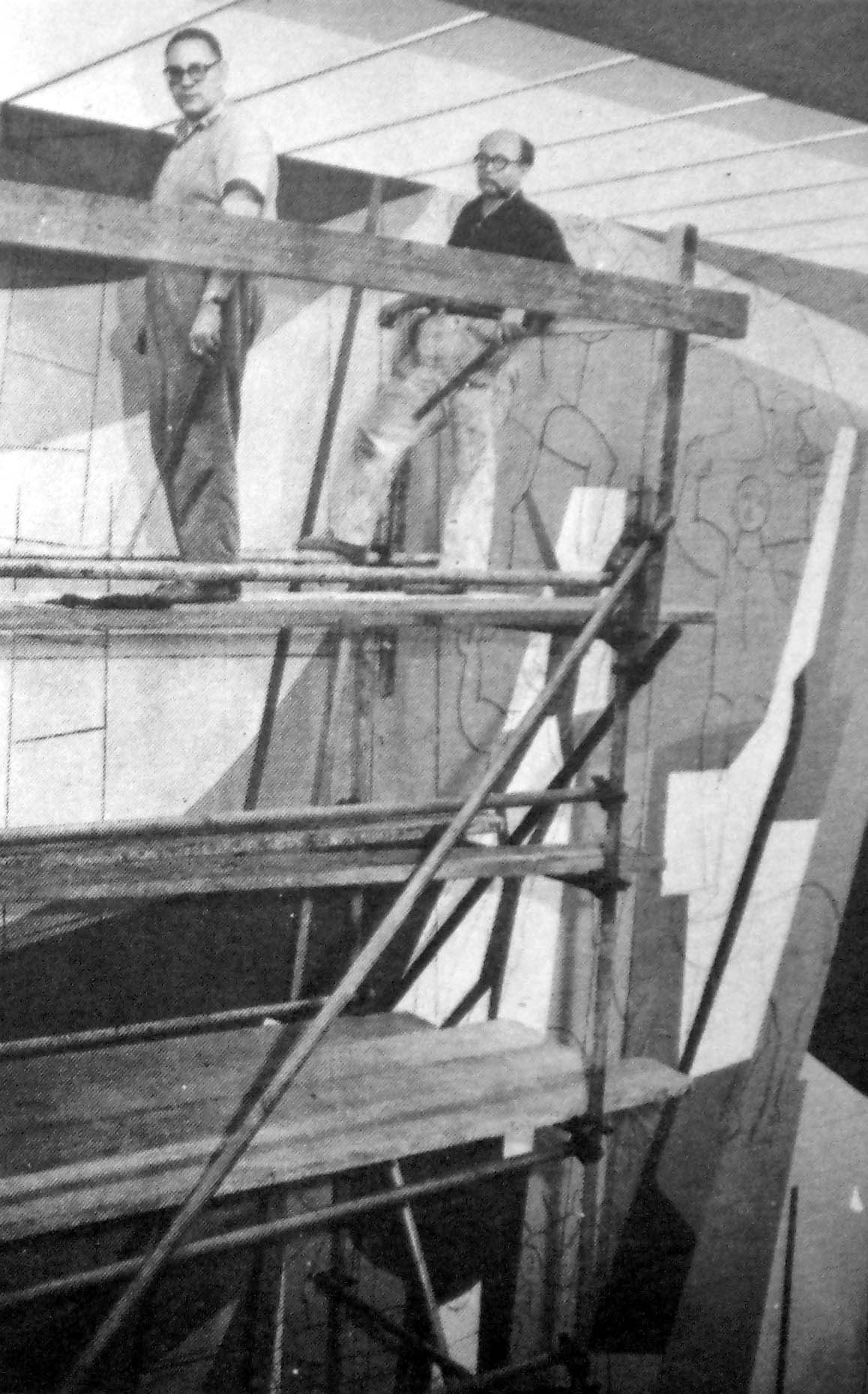
Torrallardona junto a Luís Seoane en el Teatro Municipal Gral. San Martín, durante la ejecución del mural en el que colaboraron ambos pintores, en 1957.

Carlos Torralardona realizó numerosas exposiciones individuales en nuestro medio y en el exterior y participó en muestras colectivas, entre las cuales debemos destacar su intervención en la Bienal de Venecia de 1952 y en la Bienal de San Pablo de 1957.
Entre las distinciones que recibió merecen ser destacados el Premio Provincia de Buenos Aires, que le adjudicó la Academia Nacional de Bellas Artes en 1972.